# Bojana Popović
Bojana Popović (nascida Bojana Petrović: Nis, 20 de novembro de 1979) é uma handebolista profissional montenegrina, medalhista olímpica.
Bojana Popović jogou pela antiga Iugoslávia, após a divisão escolheu Montenegro, ela fez parte do elenco da medalha de prata inédita da equipe montenegrina, em Londres 2012. 